# Левек, Якоб
Якоб Левек (Якобус Левек / нидерл. Jacob Levecq / Jacobus Leveck / Jacques L’Evesque; 1635, Дордрехт — 1675, Дордрехт) — голландский художник-портретист третьей четверти XVII века, ученик Рембрандта.

## Биография
Голландский живописец Якоб Левек родился в октябре 1634 в Дордрехте в семье коммерсанта Жака Левека, связанного с художественной общиной Дордрехта.
Документально подтверждены деловые отношения Якоба Левека с братством художников города Дордрехта, возможно при посредничестве Якоба Герритса Кейпа (Jacob Gerritsz Cuyp, 1594—1652), прихожанина дордрехтской церкви Waalse kerk.
В начале 1650-х Якоб Левек приезжает в Амстердам и поступает учеником в мастерскую Рембрандта, но уже в 1655 возвращается и обосновывает мастерскую в Дордрехте, где его принимают в состав местной гильдии художников.

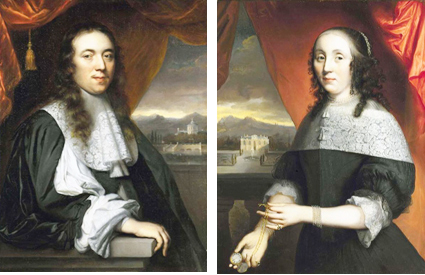
Свадебные портреты Адриана Братса и
его жены Марии ван дер Графф. 1664
Холст, масло 92,5 × 71 см. Музей Дордрехта

Арнолд Хаубракен, который был учеником Левека в последние месяцы его жизни, пишет, что в молодости тот унаследовал от родителей изрядное состояние, позволившее ему заботиться о двух незамужних сёстрах и слепом сводном брате.
Известны полотна Левека на анималистический сюжет в духе Альберта Кейпа («Корова», дерево, масло 49 x 74.см сейчас в Музее Гронингена), но в основном он работал как портретист. И если в первых портретах художник явно стремится следовать примеру Рембрандта, используя свободные пастозные мазки и опыт проницательного наблюдения за моделью, достигая при этом глубины психологической проникновенности, то позже он отходит от такого подхода, и берёт на вооружение усложнённую аристократическую манеру другого ученика Рембрандта, Говерта Флинка.
Всю свою недолгую жизнь Левек провёл почти исключительно в родном Дордрехте; помимо кратких лет обучения в Амстердаме, известно лишь одно его путешествие, в 1660 в Седан, где он исполнил портрет, заказанный местным епископом, которого не удовлетворил предыдущий заказ, выполненный Ван Дейком.
Якоб Левек скончался после продолжительной болезни в возрасте неполных 41 года и был погребён в родном Дордрехте 2 сентября 1675 года.

## Галерея

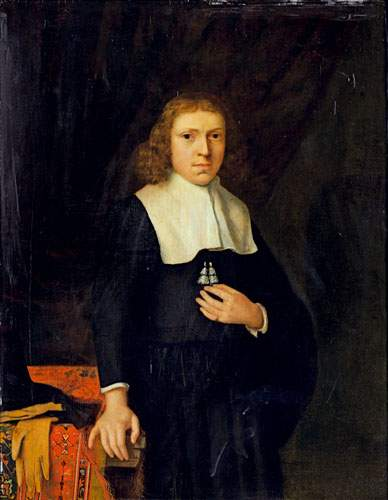
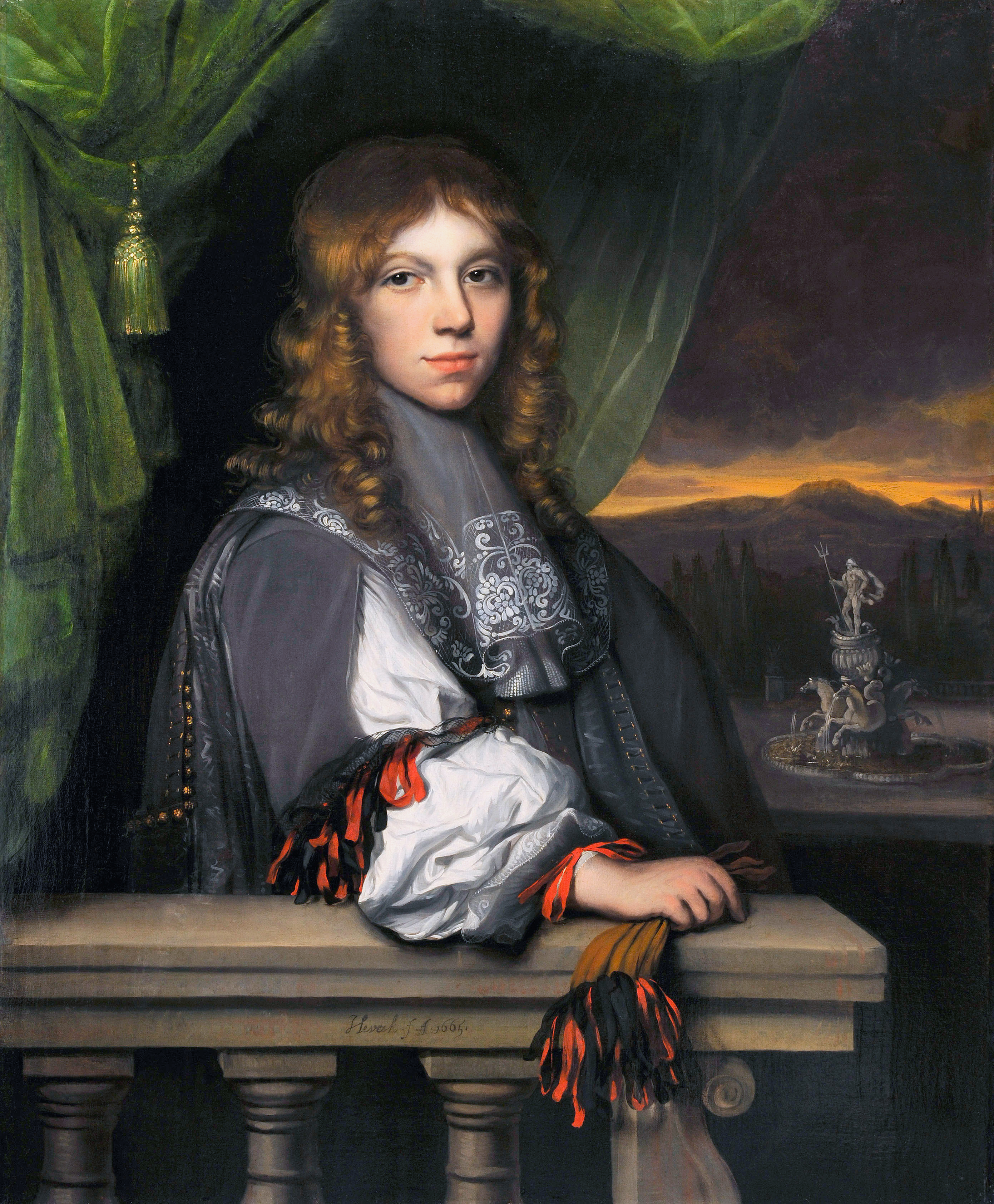
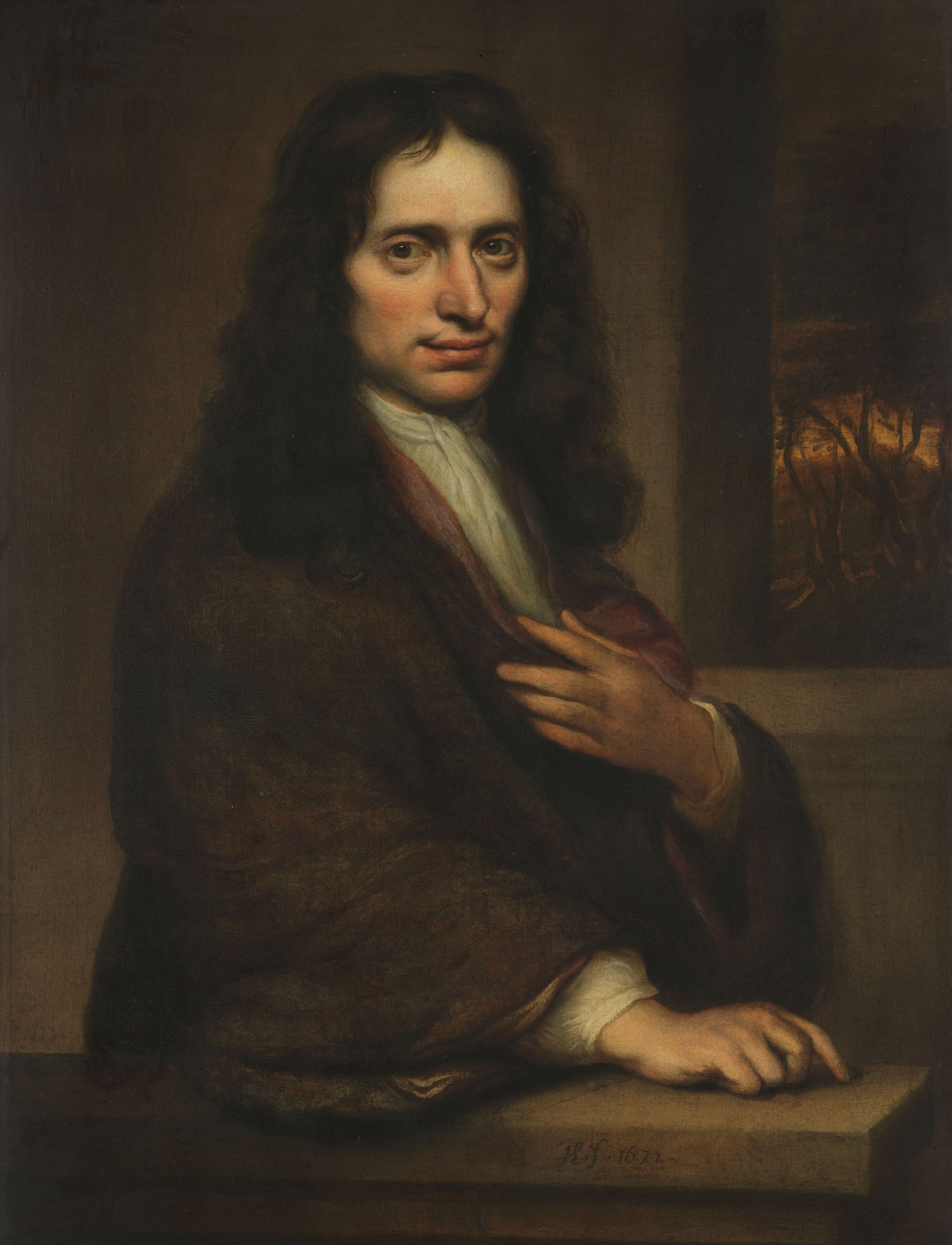

## Картины Левека в сети
- «Портрет молодого человека», 1654. Дерево, масло 87,5 × 69 см (без рамы). англ. Полесден Лейси, Суррей, Англия. National Trust № 1246466
- Написанный Левеком «Портрет молодого человека в чёрном» (дерево, масло; 62,2 × 47.6 см) — продан 30 января 2013 на аукционе Christie’s в Нью-Йорке за $182,500. Sale 2672; Old master paintings, Part I
- «Юноша за партой», 1650-е гг. Холст, масло 85 x 69 см. Частная коллекция.